# Ma Tovu
Ma Tovu (en hebreo: מה טובו) es una oración del judaísmo, que expresa reverencia, respeto y temor. La oración Ma Tovu es recitada en los templos y en las sinagogas. La oración empieza citando a Números 24:5, donde Balaam, un falso profeta que fue enviado para maldecir a los israelitas, fue posteriormente vencido con el temor de Dios expresado en los lugares de adoración. Su primera línea de elogio es un cita de la bendición de Balaam, y es la única oración empleada en los servicios religiosos judíos, que fue escrita por una persona no judía. El resto del texto es un derivado de diversos pasajes extraídos del Libro de los Salmos. Los salmos están relacionados con la entrada en la casa de reunión (Beit HaKneset) y con la preparación para la oración. Esta oración es recitada por los judíos al entrar en la sinagoga.

## Texto en hebreo
מַה טֹּבוּ אֹהָלֶיךָ, יַעֲקֹב; מִשְׁכְּנֹתֶיךָ, יִשְׂרָאֵל. (1 Números 24:5.
וַאֲנִי בְּרב חַסְדְּךָ אָבא בֵיתֶךָ אֶשְׁתַּחֲוֶה אֶל הֵיכַל קָדְשְׁךָ בְּיִרְאָתֶךָ. (2 Salmos 5:8.
3) .ה׳ אָהַבְתִּי מְעון בֵּיתֶךָ וּמְקום מִשְׁכַּן כְּבודֶךָ Salmos 26:8.
וַאֲנִי אֶשְׁתַּחֲוֶה וְאֶכְרָעָה אֶבְרְכָה לִפְנֵי ה׳ עשִׂי. (4 Salmos 95:6.
5) .וַאֲנִי תְפִלָּתִי לְךָ ה׳ עֵת רָצוֹן אֱלֹהִים בְּרָב חַסְדֶּךָ עֲנֵנִי בֶּאֱמֶת יִשְׁעֶךָ Salmos 69:14.

## Texto transliterado
1) Ma tovu ohaleja Yaakov, mishkenoteja Yisrael,
2) Vaani berov hasdeja, avó veyteja, eshtahaveh el heijal kodasheja beyirateja,
3) Adonai, ahavti men beiteja umakóm mishkán kevodeja,
4) Vaani eshtajaveh veekrah, avareja lifnei Adonai osí,
5) Vaani tefilatí lejá Adonai et ratzón, Elohim berov hasdeja aneini seremet yisheja.

## Traducción al español
1) Cuán hermosas son tus tiendas, oh Jacob, y tus moradas, oh Israel!  (Números 24:5).
2) Pero en cuanto a mí, entraré en tu casa en la multitud de tu misericordia, y en tu temor adoraré hacia tu santo templo.  (Salmos 5:8).
3) Señor, he amado la morada de tu casa y el lugar donde habita tu honor. (Salmos 26:8).
4) Me postraré y arrodillaré, me inclinaré ante el Señor mi Creador. (Salmos 95:6).
5) Pero en cuanto a mí, mi oración es para ti, oh Señor, en un tiempo aceptable: oh Dios, en la multitud de tu misericordia escúchame, en la verdad de tu salvación. (Salmos 69:14).

## Melodías musicales
Varios compositores han compuesto melodías para la oración Ma Tovu incluyendo entre ellos a los músicos Samuel Adler y Robert Strassburg.